# Don't Look Back / Like a Prayer
Singles de Globe
Tonikaku Mushō ni...
(2000) Garden
(2001)
Don't Look Back / Like a Prayer  (titré : DON'T LOOK BACK/like a prayer) est le 21e single du groupe Globe, sorti en 2000.

## Présentation
Le single, écrit, composé et produit par Tetsuya Komuro, sort le 22 novembre 2000  au Japon sur le label Avex Globe de la compagnie Avex, cinq mois après le précédent single du groupe, Tonikaku Mushō ni.... Il atteint la 5e place du classement des ventes de l'Oricon, et reste classé pendant quatre semaines.
C'est un single "double face A", le premier du groupe, contenant deux chansons principales et des versions alternatives.
La première chanson, Don't Look Back, qui dure près de neuf minutes, est utilisée comme générique de la série télévisée (drama) Straight News; sa version instrumentale et une version a cappella figurent aussi sur le single. La deuxième, Like a Prayer, est utilisée comme thème musical dans une publicité pour la marque Shiseido; une version remixée figure aussi sur le single, mais pas sa version instrumentale. Les deux chansons figureront dans des versions remaniées sur le cinquième album original du groupe, Outernet, qui sortira quatre mois plus tard, puis sur sa compilation Globe Decade de 2005. La première figurera aussi dans sa version album sur la compilation 8 Years: Many Classic Moments de 2002, et la deuxième sur la compilation Complete Best Vol.2 de 2007.

## Liste des titres
Toutes les chansons sont écrites, composées, arrangées et mixées par Tetsuya Komuro (sauf paroles de rap, écrites par Marc).
| CD    | CD                                                      | CD                                   | CD    | CD | CD | CD | CD | CD | CD |
| No    | Titre                                                   | Description                          | Durée |    |    |    |    |    |    |
| ----- | ------------------------------------------------------- | ------------------------------------ | ----- | -- | -- | -- | -- | -- | -- |
| 1.    | Don't Look Back - TK Original Mix (DON'T LOOK BACK ...) | Version originale                    | 8:43  |    |    |    |    |    |    |
| 2.    | Like A Prayer - TK Original Mix (like a prayer ...)     | Version originale                    | 4:52  |    |    |    |    |    |    |
| 3.    | Like A Prayer - 77 Days Mix (like a prayer ...)         | Version remixée (par Tetsuya Komuro) | 4:52  |    |    |    |    |    |    |
| 4.    | Don't Look Back - Instrumental (DON'T LOOK BACK ...)    | Version instrumentale                | 8:42  |    |    |    |    |    |    |
| 5.    | Don't Look Back - Accappella (DON'T LOOK BACK ...)      | Version a cappella                   | 8:18  |    |    |    |    |    |    |
| 35:27 |                                                         |                                      |       |    |    |    |    |    |    |